# Volo Korean Air 8702
Il volo Korean Air 8702, operato da un Boeing 747-400, partì da Tokyo, aeroporto Internazionale di Narita, il 5 agosto 1998 alle 16:50 per un volo verso Seul, con arrivo previsto alle 19:20. Il maltempo a Seul, comprese le forti piogge, costrinse l'equipaggio a dirottare su Jeju. Il volo decollò poi da Jeju alle 21:07 diretto nuovamente verso Seul. Venne autorizzato ad atterrare sulla pista 14R con una componente di vento trasversale poiché il vento era da 220 gradi a 22 nodi. Al momento dell'atterraggio, l'aereo uscì fuori dalla pista, finendo in un fosso. Il carrello collassò nell'impatto e la fusoliera si spezzò. Dopo lo schianto, l'interno dell'aereo prese fuoco, ma tutti gli occupanti furono in grado di evacuare l'aereo.
L'indagine del KCAB stabilì che l'incidente era stato causato dall'uso improprio degli inversori di spinta da parte del comandante durante il rollio di atterraggio e dalla sua confusione sulle condizioni di vento laterale.
All'epoca dell'incidente, c'erano altri 27 Boeing 747-400 nella flotta di Korean Air.

## L'aereo
Il velivolo coinvolto era un Boeing 747-400, marche HL7496, numero di serie 26400, numero di linea 1083. Volò per la prima volta nel giugno 1996 e venne consegnato a Korean Air Lines, ora Korean Air, il mese successivo. Era equipaggiato con 4 motori turboventola Pratt & Whitney PW4056. Al momento dell'incidente, l'aereo aveva solo due anni.
Il Boeing coinvolto fu il quarto di cinque Boeing 747 (2 -200, 1 -300, questo -400 e 1 -200F) a essere demolito da Korean Air in un arco di 15 anni a causa di incidenti.

## L'incidente
Il volo Korean Air 8702 era un volo di linea da Tokyo, Giappone, a Seul, Corea del Sud. A causa del maltempo, l'equipaggio decise di dirottare all'aeroporto Internazionale di Jeju. All'atterraggio, l'aereo venne rimorchiato al terminal principale e i passeggeri sbarcarono temporaneamente nel terminal. Due ore dopo, risalirono sull'aereo per il volo di circa un'ora verso Seul.
L'aereo decollò da Jeju alle 21:07. Il volo venne autorizzato ad atterrare sulla pista 14R con una componente di vento trasversale poiché il vento era da 220 gradi a 22 nodi. Al momento dell'atterraggio, il comandante sbagliò ad utilizzare gli inversori di spinta: il motore numero 1 non riuscì a fornire la spinta inversa. Insieme alla confusione riguardo alle condizioni di vento trasversale e al fatto che il primo ufficiale era preoccupato e non prestava attenzione all'atterraggio, il 747 non riuscì a fermarsi prima della fine della pista. L'aereo sterzò a destra e scivolò in un fosso a 50 nodi (93 km/h). La fusoliera si spezzò nell'impatto. Non ci furono vittime, ma 25 passeggeri rimasero feriti, di cui 12 in modo grave.